# Verbond van Bahá’u’lláh

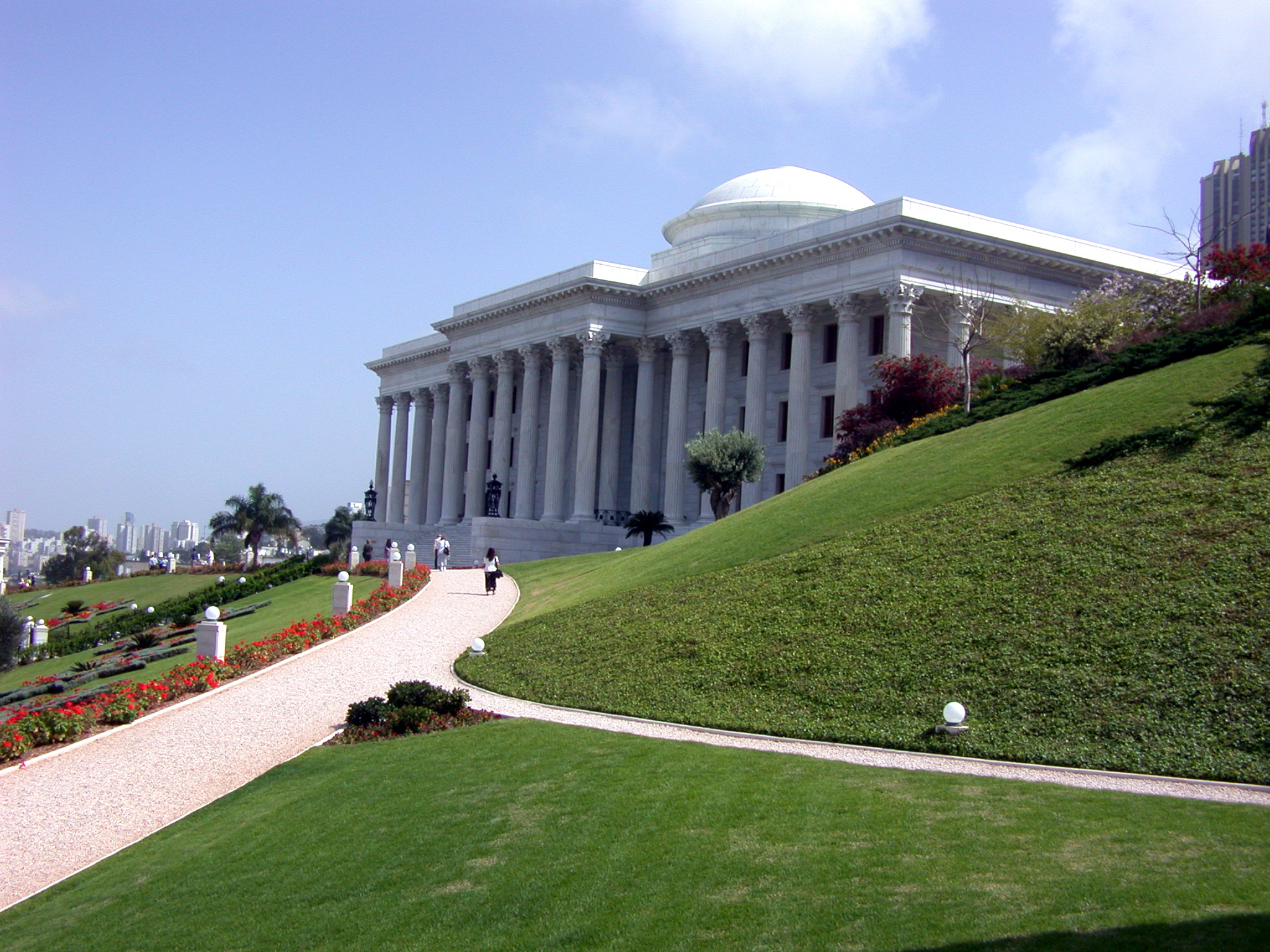
Zetel van Universele Huis van Gerechtigheid, hoogste bestuursorgaan van de bahai-gemeenschap in Haifa, Israël

Het belangrijkste thema van de openbaring van Bahá'u'lláh, stichter van het bahai-geloof, is eenheid. Eenheid van God, eenheid van religie en eenheid van de mensheid zijn de bekendste aspecten daarvan, en het verbond dat Bahá’u’lláh heeft gesloten met zijn volgelingen is een van de belangrijkste middelen om dit te bereiken.
Het verbond is een bekend concept binnen religies. God sloot een verbond met Noach, later met Abram, die Abraham werd, met het Joodse volk door Mozes, Aäron en de profeten. Ook christenen en moslims kennen het verbond.

## Algemene beschrijving
- “In religieuze zin is een verbond een bindende overeenkomst tussen God en de mens, waarin God van de mens een bepaalde houding verlangt, inruil waarvoor Hij bepaalde zegeningen waarborgt; of waarin Hij de mens bepaalde gaven schenkt, in ruil waarvoor Hij van degene die deze aanvaardt vergt dat hij het op zich neemt zich op een bepaalde wijze te gedragen. Er bestaat bijvoorbeeld het Grote Verbond, dat elke Manifestatie van God met Zijn volgelingen sluit en waarin Hij belooft dat in de volheid der tijden een nieuwe Manifestatie gezonden zal worden en Hij van hen eist, dat zij Hem aanvaarden wanneer dit plaatsvindt. Er is ook het Kleine Verbond dat een Manifestatie van God met Zijn volgelingen sluit, dat zij na Hem de door Hem benoemde Opvolger aanvaarden. Als zij dit doen, kan het Geloof verenigd en zuiver blijven; zo niet, dan wordt het Geloof verdeeld en raken zijn krachten uitgeput. Bahá’u’lláh sloot met Zijn volgelingen een Verbond van deze aard betreffende 'Abdu'l-Bahá, en 'Abdu'l-Bahá bestendigde het door middel van het Bestuursstelsel…”

23 maart 1975, uit een brief van het Universele Huis van Gerechtigheid

## Doel van het Verbond
Het belangrijkste doel van het verbond is het bewaren van de eenheid onder de gelovigen. Volgens de bahai-leer is het belangrijkste doel van iedere religie om een verandering in gang te zetten waardoor een hogere graad van eenheid wordt bereikt onder de mensen.
- “Eenheid van gezin, van stam, van stad-staat en natie zijn achtereenvolgens beproefd en bereikt. Wereldeenheid is het doel waarnaar een gekwelde mensheid streeft.”

11 maart 1936, uit Shoghi Effendi, The Unfoldment of World Civilization, verschenen in The World Order of Bahá’u’lláh

## Het Verbond in voorgaande religies
Enkele plaatsen in de Heilige Geschriften waar gesproken wordt over de verbonden die God gesloten heeft aangaande de opvolging van zijn Boodschappers:
- Adam – Gen. II:15-17
- Noach – Gen. VI:18, IX:8-17
- Abraham – Gen. XV:18, XVIII:1-9, XXII:17-18

-I Kronieken XVI:15-25
-Handelingen III:25
-Psalmen CV:9-10
-Koran II:124-130
-Gen. XVII:18-22 (Izaäk vernieuwt)
-Gen. XXVI:2-5 (Izaäk vernieuwt)
-Gen. XXII:12-22 (Jacob vernieuwt)
- Mozes – Exodus XIX:1-6, XXIV:1-18, XXXI:16, III:15

-Deut. IX:15
-Koran II:87
-Jozua I:1-9 (Jozua vernieuwt)
-Psalmen LXXXIX:3-5, 19-37 (David vernieuwt)
-II Samuel XXIII:1-5 (David vernieuwt)
-Jeremia XI:1-8 (Jeremia vernieuwt)
- Jezus – Heb. XII:24, VIII:5-13
- Mohammed – Koran IV:…
- De Báb – Prayers and Meditations 56, 78, 179
- Bahá’u’lláh – Het Boek van het Verbond

- Prayers and Meditations 176
Enkele plaatsen in de heilige geschriften waar gesproken wordt van een Verbond aangaande een volgende Boodschapper:
- Mozes – Deut. XVIII:15-19
- Jezus – Joh. XV:26

-Mat. XXIV:25
-II Petrus III:1-12
- Mohammed – Koran LIV:46-48, III:77
- De Báb – Prayers and Meditations 56,

- Prayers and Meditations 176
- Bahá’u’lláh – Bloemlezing XXX, CLXV

-Boek van Zekerheid, Kitáb-i-Iqan

## Boek van het Verbond
Het testament van Bahá’u’lláh draagt de naam "Boek van het Verbond" of Kitáb-i-Ahd. Dit document is in zijn eigen handschrift bewaard gebleven en wordt bewaard in het Bahai-wereldcentrum.
Bahá’u’lláh opent met te stellen dat de Allerhoogste Horizon verstoken is van onbeduidende aardse bezittingen, maar dat hij niettemin aan zijn erfgenamen een edele en weergaloze erfenis heeft nagelaten. Hij wijst op het gevaar en de onbestendigheid van aardse rijkdommen en maakt nog eens duidelijk wat het doel is van zijn openbaring, namelijk “om het vuur van haat en vijandschap te doven, opdat hopelijk de horizont van de harten der mensheid verlicht zal worden met het licht van eendracht en zij ware rust zullen vinden.”
Vervolgens wijdt Bahá’u’lláh uit over de verheven rang van de mens en het gedrag dat daarbij past en hij verwijst ook naar het gedrag van de onwetenden die het slachtoffer zijn van zelfzucht en begeerte.
Dan maakt hij nog eens de verheven rang van de koningen hier op aarde en roept de uitverkorenen van God en zijn vertrouwden op voor hen te bidden. Hun is het bestuur over de aarde verleend, terwijl God voor zichzelf het hart van de mensen heeft beschikt. Dan is de rol van de heersers en de geleerden in El-Bahá aan de beurt. Hij wijst zijn zonen (takken) erop dat zij mee moeten werken aan eenheid en op “een sterke kracht en een verheven macht” in de wereld van het bestaan die juist moet worden aangewend. Hij legt alle gezag ondubbelzinnig neer bij zijn oudste zoon 'Abdu'l-Bahá (de Grootste Tak).
Nogmaals wijst Hij op het belang van een deugdzaam karakter en op het doel van het vestigen van eenheid en rust. Hij verwijst naar de goddelijke bron van de eenheid van de mensheid, stelt dat zijn familie en de familie van de Báb (Afnan) respectvol moeten worden bejegend en dat zijn openbaring volledig is en berekend is op haar doel.

## Middelpunt van het Verbond
De oudste zoon van Bahá’u’lláh, 'Abdu'l-Bahá, staat in de bahai-geschriften wel bekend als het Middelpunt van het verbond van Bahá’u’lláh en ook als het ware voorbeeld voor de gelovigen. Hij was de belichaming van de leer van Bahá’u’lláh en de enige die gerechtigd was om de woorden van Bahá’u’lláh te interpreteren.
Ook 'Abdu'l-Bahá liet een zelfgeschreven testament na waarin duidelijk werd dat het verbond van Bahá’u’lláh na zijn dood de vorm zou krijgen van het bestuursstelsel waarvan de basisprincipes al door Bahá’u’lláh waren geopenbaard. Het testament van 'Abdu'l-Bahá is een van de belangrijkste documenten uit de bahai-literatuur, omdat het de basis legt voor het bestuursstelsel en garant staat voor het bewaren van de eenheid van de gemeenschap. Dit bestuursstelsel rust op twee pilaren, het behoederschap en een stelsel van democratisch gekozen raden op plaatselijk, landelijk en internationaal niveau. Hij wees zijn oudste kleinzoon Shoghi Effendi in dit testament aan als Behoeder van de Zaak en verzekerde dat hij onder de zorg, de bescherming en de onfeilbare leiding van zowel de Báb als Bahá’u’lláh staat.
- “De heilige en jeugdige tak, de behoeder van de Zaak Gods en het Universele Huis van Gerechtigheid dat algemeen moet worden gekozen en gevestigd, staan beide onder de zorg en de bescherming van de 'Abhá Schoonheid en onder de beschutting en onfeilbare leiding van de Verhevene (moge mijn leven voor hen beide worden geofferd). Al hetgeen zij besluiten is van God. Al wie hem niet gehoorzaamt, of het Universele Huis van Gerechtigheid niet gehoorzaamt, heeft God niet gehoorzaamd. Al wie tegen hem in opstand komt of tegen het Huis van Gerechtigheid in opstand komt, is tegen God in opstand gekomen. Al wie zich tegen hem keert, heeft zich tegen God gekeerd. Al wie hem of het Huis van Gerechtigheid bestrijdt, heeft God bestreden. Al wie met hen redetwist, heeft met God geredetwist. Al wie hem verloochent, heeft God verloochend. Al wie in hem niet gelooft, heeft niet in God geloofd. Al wie afdwaalt, zich afscheidt of zich van hem afkeert, is in waarheid afgedwaald en heeft zich afgescheiden en afgekeerd van God. De gramschap, de meedogenloze verontwaardiging, de wraak van God ruste op hem!”

Testament van 'Abdu'l-Bahá

## Bahai-bestuursstelsel
De twee pilaren van het bestuursstelsel hebben nooit naast elkaar bestaan. Dat wil zeggen, in de tijd van het behoederschap was de kroon op de gekozen tak van het bestuursstelsel, het Universele Huis van Gerechtigheid, nog niet gekozen. In het testament van 'Abdu'l-Bahá wordt voorzien dat deze twee, de Behoeder van het geloof en het Universele Huis van Gerechtigheid, naast elkaar zouden functioneren. Dit is echter geen vereiste, en Bahá'u'lláh zelf zinspeelde op de mogelijkheid dat er geen behoeder meer zou zijn wanneer het Huis van Gerechtigheid zou worden gekozen.
Het bestuursstelsel (de gekozen tak) wordt opgebouwd vanaf de basis. Voordat het Universele Huis van Gerechtigheid kon worden gekozen, moesten er eerst voldoende Nationale Geestelijke Raden zijn. Voordat een Nationale Geestelijke Raad kan worden gekozen, moeten er eerst voldoende Plaatselijke Geestelijke Raden zijn. Voordat een plaatselijke Geestelijke Raad kan worden gekozen, moeten er eerst voldoende bahai-gelovigen zijn met een zekere basiskennis en begrip van de aard van de Zaak van Bahá’u’lláh. In de tijd van 'Abdu'l-Bahá werd er wel geëxperimenteerd met de vorming van raden en de beginselen van bahai-consultatie, maar er moest nog heel veel werk worden verzet. Het is een van de grootste verdiensten geweest van Shoghi Effendi dat hij dit bestuursstelsel tot ontwikkeling heeft gebracht door middel van talloze brieven aan vooral de bahai-gelovigen in de Verenigde Staten, van waaruit het bestuursstelsel zich verder over de wereld heeft verspreid.
Toen Shoghi Effendi in 1957 stierf waren er alleen nog plannen voor de verkiezing van het Universele Huis van Gerechtigheid en waren de voorbereidingen in volle gang. Shoghi Effendi liet geen testament na, er was geen nieuwe behoeder, en er bestond ook niet de mogelijkheid binnen de richtlijnen van 'Abdu'l-Bahá om een nieuwe behoeder aan te wijzen. Tot de verkiezing in 1963 werd de leiding van het geloof waargenomen door een groep mensen die bekendstaan als de Handen van de Zaak en waar Shoghi Effendi naar had verwezen als “de hoofdbeheerders” van het geloof. Zij hebben zich beperkt tot het uitvoeren van de plannen zoals die er lagen en het organiseren van de verkiezing van het eerste Universele Huis van Gerechtigheid. Na de verkiezing trokken zij zich terug en gaven zij de leiding over aan dit nieuw gekozen Huis.
- “Iedereen moet zich tot het heiligste Boek keren en al hetgeen daarin niet uitdrukkelijk is bepaald, moet aan het Universele Huis van Gerechtigheid worden voorgelegd. Hetgeen dit lichaam eenstemmig of bij meerderheid van stemmen besluit, is waarlijk de Waarheid en het Plan van God.” (Bahá’u’lláh)

Het Universele Huis van Gerechtigheid is gerechtigd om wetten uit te vaardigen voor situaties waar in de geschriften niet in is voorzien, en kan zijn eigen wetten ook weer herroepen indien de omstandigheden zijn gewijzigd. Sinds de dood van Shoghi Effendi is er niemand meer die de bahai-geschriften kan interpreteren, dat wil zeggen anders dan voor zijn eigen begrip.

## Betekenis van het Verbond
Het Verbond van Bahá’u’lláh met zijn volgelingen zorgt ervoor dat de relatief prille bahai-gemeenschap nu al een van de grootste en meest diverse wereldwijde organisaties is die als een geheel opereren en functioneren. Het heeft een hoge mate van eenheid gebracht.

## Aanvallen op het Verbond
Er zijn een aantal mensen geweest die zich tegen dit verbond hebben gekeerd, hebben geprobeerd geschriften te vervalsen, of met een eigen interpretatie kwamen. Dit waren altijd mensen die voor die tijd veel aanzien hadden binnen de gemeenschap. Dit gebeurde na de dood van bahá’u’lláh tijdens het leven van 'Abdu'l-Bahá, en opnieuw na de dood van 'Abdu'l-Bahá tijdens het leven Shoghi Effendi, en ook weer na de dood van Shoghi Effendi. Deze individuen staan bekend als verbondsbrekers en beschuldigen op hun beurt de meerderheid van de bahai-gelovigen van het verbreken van het Verbond. Zij hebben soms kleine groepen gelovigen achter zich kunnen scharen, maar de eenheid onder de grote groep gelovigen die nu wereldwijd bekendstaat als de bahai-gemeenschap en die de heilige graftomben beheert, is nooit gebroken. In enkele landen bestaan echter nog steeds kleine groepen mensen die zich ook bahai-gelovige noemen en tot een van deze afsplitsingen behoren. Hun totale aantal is waarschijnlijk beduidend minder dan 0,1% van alle mensen die zich bahai-gelovige noemen.